# 都愛ともか
都愛 ともか（とめ ともか）は、一般社団法人日本ベリーペイント協会理事長・画家・フェイスペインター・ボディーペインター・イラストレーター・絵本作家・美容師である。

## 略歴
山梨県都留市出身、東京都杉並区在住。女子美短期大学部 絵画コース卒業。在学中にフェイスペイントと出会い、日本フェイスペイント協会員として講師・アーティストとして活動したのち卒業。
画家のアシスタント・似顔絵講師・美術の教員などを経てフリーの絵描きとして独立。一般社団法人日本ベリーペイント協会を設立。妊婦のお腹に絵を描くベリーペイントの第一人者。協会ではベリーペイントの施術やスクールを行っている。
- 2013年 日本ベリーペイント協会設立
- 2008年 アメリカで行われたボディアートの世界大会「Face and Body Art International Convention」で3位入賞
- 2010年 韓国のボディペイントの世界大会「2010　DAEGU　INTERNATIONAL　BODYPAINTING　FESTIVAL」で特別賞を受賞
- 日本フェイスペイント協会員として富士急ハイランドのCMでボディアート制作
- 2013年8月 LUMINEの広告で橋本愛にボディペイント
- 2014年7月18日「ベリーペイント～いのちのきせき～」出版
- 2017年　ACジャパン広告制作でボディペイント　「見えにくい」◆2018 58th ACC TOKYO CREATIVITY AWARDS　フィルム部門Aカテゴリー(TVCM) 　ACCシルバー◆AICHI AD AWARD 2018　CM部門 ファイナリスト　グラフィック部門 ファイナリスト
- 2017年　大東建託のCM制作で松重豊・宮田早苗・池松壮亮・佐久間由衣にフェイスペイント
- ニチバンケアリーヴのCM制作でボディペイント　https://www.youtube.com/watch?v=hUOkhkGVqk8&feature=youtu.be
- 2018年12月ＴＶＣＭ「いいじゃん、それぞれの年賀状」
- 美容師資格取得
- 20**年 山梨県都留市駅の近くに複合施設『変身写真館　atelier to me』を開館
- 2023年『atelier to me』内に親子で来れるをコンセプトにした喫茶、美容室『おやこカフェ＆サロンcha×cha』をオープン

### 著書
- 『みじんこ』 (絵本屋.com Kindle)版 都愛 ともか (著)
- 『ベリーペイント～いのちのきせき～』 都愛ともか (著) スタンダードマガジン社 (2014/7/18)